# Ephedra sarcocarpa
Ephedra sarcocarpa är en kärlväxtart som beskrevs av James Edward Tierney Aitchison och William Botting Hemsley. Ephedra sarcocarpa ingår i släktet efedraväxter, och familjen Ephedraceae. Inga underarter finns listade i Catalogue of Life.